# Melanodexia tristis
Melanodexia tristis är en tvåvingeart som beskrevs av Samuel Wendell Williston  1893. Melanodexia tristis ingår i släktet Melanodexia och familjen spyflugor.
Artens utbredningsområde är Kalifornien. Inga underarter finns listade i Catalogue of Life.